# Geranium endressii
Geranium endressii es una especie botánica perteneciente a la familia de las geraniáceas.

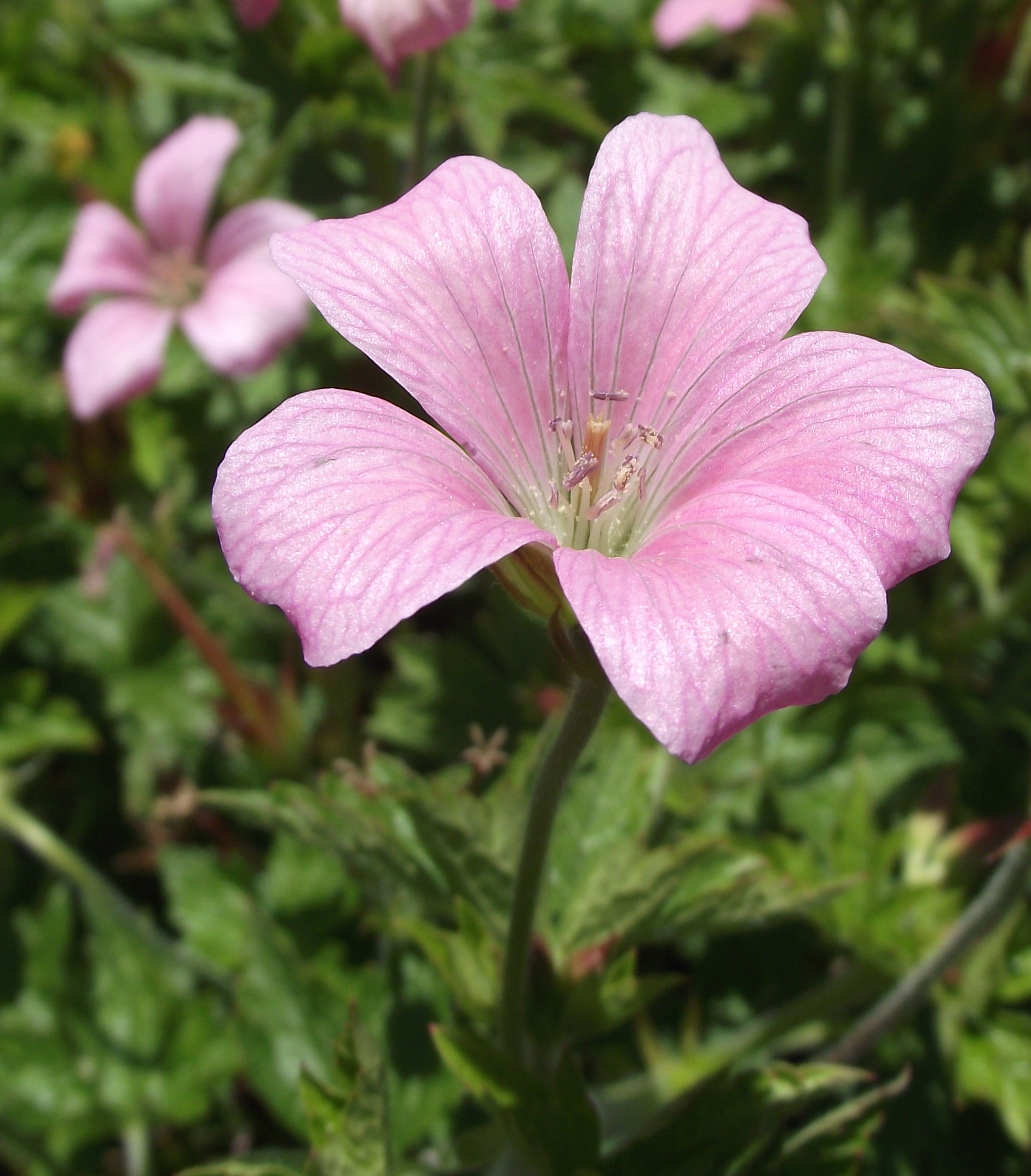
Detalle de la flor

## Hábitat
Es una planta nativa de Europa de Francia y España, y que se cultiva en jardín.  Tiene un gran montículo de suaves flores de color rosa

## Descripción
Es una planta perenne, peluda, horizontal, muy alargada con tallos de 30-80 cm de altura. Las hojas son poligonales, palmadas con 5 lóbulos amplios, contiguos, incisión-pinnada; las flores de color rosa son grandes; los tallos biflorales son 2-3 veces más largos que las hojas de propagación.

## Taxonomía
Geranium endressii fue descrita por Jacques Etienne Gay y publicado en Annales des Sciences Naturelles (Paris) 26: 228. 1832.
Etimología
Geranium: nombre genérico que deriva del griego:  geranion, que significa "grulla", aludiendo a la apariencia del fruto, que recuerda al pico de esta ave.
endressii: epíteto que fue otorgado en honor del botánico suizo Peter Karl Endress.